# Festival de la Canción de Eurovisión 1977
El XXII Festival de la Canción de Eurovisión se celebró el 7 de mayo de 1977 en Londres, con Angela Rippon como presentadora. La ganadora fue Marie Myriam con el tema "L'oiseau et l'enfant".
La libertad de idioma, que se había permitido cuatro años antes, fue suprimida. Sin embargo, Alemania Occidental y Bélgica pudieron cantar en inglés, ya que habían elegido las canciones antes de que esta norma se instaurara de nuevo.
El festival se planeó en un principio para el 2 de abril, pero hubo una huelga de cámaras y técnicos de televisión en la BBC, lo que provocó que el festival fuera postpuesto durante 5 semanas, e incluso la BBC se retirara temporalmente del festival mientras duró el conflicto, lo que determinó que la nueva sede sería Ámsterdam, cosa que finalmente no ocurrió —habiéndose propuesto también a Málaga y Portugal como sedes alternativas— ya que el 31 de marzo se anunció oficialmente que el festival se llevaría a cabo en Londres el 7 de mayo. Esto provocó la ausencia de filmaciones entre las canciones al no haber tiempo para rodarlas por la huelga.
En principio, estaba prevista la participación de Túnez (que habría participado en cuarto lugar en la final), pero decidieron no acudir debido a la participación de Israel.

## Países participantes

### Canciones y selección
| País y TV               | Título original de la canción      | Artista                            | Proceso y fecha de selección            |
| País y TV               | Traducción al español              | Idiomas                            | Proceso y fecha de selección            |
| ----------------------- | ---------------------------------- | ---------------------------------- | --------------------------------------- |
| Alemania Occidental ARD | Telegram                           | Silver Convention                  | Elección Interna                        |
| Alemania Occidental ARD | Telegrama                          | Alemán                             | Elección Interna                        |
| Austria ORF             | Boom Boom Boomerang                | Schmetterlinge                     | Elección Interna                        |
| Austria ORF             | Bum, bum, bumerán                  | Alemán                             | Elección Interna                        |
| Bélgica BRT             | A Million in One, Two, Three       | Dream express                      | Eurosong 1977, 05-02-1977               |
| Bélgica BRT             | Un millón en uno, dos, tres        | Inglés                             | Eurosong 1977, 05-02-1977               |
| España TVE              | Enséñame a cantar                  | Micky                              | Elección Interna                        |
| España TVE              | -                                  | Español                            | Elección Interna                        |
| Finlandia YLE           | Lapponia                           | Monica Aspelund                    | Euroviisut 1977, 22-02-1977             |
| Finlandia YLE           | Lapónia                            | Finés                              | Euroviisut 1977, 22-02-1977             |
| Francia FT2             | L'oiseau et l'enfant               | Marie Myriam                       | Final Nacional, 06-03-1977              |
| Francia FT2             | El pájaro y el niño                | Francés                            | Final Nacional, 06-03-1977              |
| Grecia ERT              | Mathima Solfege                    | Pascalis, Marianna, Robert & Bessy | Elección Interna                        |
| Grecia ERT              | Lección de solfeo                  | Griego                             | Elección Interna                        |
| Irlanda RTÉ             | It's Nice to Be in Love Again      | The Swarbriggs + 2                 | Final Nacional, 20-02-1977              |
| Irlanda RTÉ             | Es bonito estar enamorado de nuevo | Inglés                             | Final Nacional, 20-02-1977              |
| Israel IBA              | Ahava Hi Shir Lishnayim            | Ilanit                             | Final Nacional, 11-02-1978              |
| Israel IBA              | El amor es una canción para dos    | Hebreo                             | Final Nacional, 11-02-1978              |
| Italia RAI              | Libera                             | Mia Martini                        | Elección Interna                        |
| Italia RAI              | Libre                              | Italiano                           | Elección Interna                        |
| Luxemburgo CLT          | Frère Jacques                      | Anne-Marie B                       | Final Nacional 1978                     |
| Luxemburgo CLT          | Fray Santiago                      | Francés                            | Final Nacional 1978                     |
| Mónaco TMC              | Une petite française               | Michèle Torr                       | Elección Interna                        |
| Mónaco TMC              | Una francesita                     | Francés                            | Elección Interna                        |
| Noruega NRK             | Casanova                           | Anita Skorgan                      | Melodi Grand Prix 1977, 19-02-1977      |
| Noruega NRK             | -                                  | Noruego                            | Melodi Grand Prix 1977, 19-02-1977      |
| Países Bajos NOS        | De mallemolen                      | Heddy Lester                       | Nationaal Songfestival 1977, 02-02-1977 |
| Países Bajos NOS        | El carrusel                        | Neerlandés                         | Nationaal Songfestival 1977, 02-02-1977 |
| Portugal RTP            | Portugal no coração                | Os Amigos                          | As Sete Canções 1977, 12-02-1977        |
| Portugal RTP            | Portugal en el corazón             | Portugués                          | As Sete Canções 1977, 12-02-1977        |
| Reino Unido BBC         | Rock Bottom                        | Lynsey de Paul & Mike Moran        | A Song for Europe, 09-03-1977           |
| Reino Unido BBC         | Tocando fondo                      | Inglés                             | A Song for Europe, 09-03-1977           |
| Suecia SVT              | Beatles                            | Forbes                             | Melodifestivalen 1977, 26-02-1977       |
| Suecia SVT              | -                                  | Sueco                              | Melodifestivalen 1977, 26-02-1977       |
| Suiza SSR SRG           | Swiss Lady                         | Pepe Lienhard Band                 | Final Nacional, 19-01-1977              |
| Suiza SSR SRG           | Chica suiza                        | Alemán                             | Final Nacional, 19-01-1977              |

## Resultados
| #   | País                | Intérprete(s)                      | Canción                         | Lugar    | Puntos   |
| --- | ------------------- | ---------------------------------- | ------------------------------- | -------- | -------- |
| 01  | Irlanda             | The Swarbriggs + 2                 | «It's nice to be in love again» | 3        | 119      |
| 02  | Mónaco              | Michèle Torr                       | «Une petite française»          | 4        | 96       |
| 03  | Países Bajos        | Heddy Lester                       | «De mallemolen»                 | 12       | 35       |
| 04* | Túnez               | Retirado                           | Retirado                        | Retirado | Retirado |
| 04  | Austria             | Schmetterlinge                     | «Boom Boom Boomerang»           | 17       | 11       |
| 05  | Noruega             | Anita Skorgan                      | «Casanova»                      | 15       | 18       |
| 06  | Alemania Occidental | Silver Convention                  | «Telegram»                      | 8        | 55       |
| 07  | Luxemburgo          | Anne-Marie B                       | «Frère Jacques»                 | 16       | 17       |
| 08  | Portugal            | Os Amigos                          | «Portugal no coração»           | 14       | 18       |
| 09  | Reino Unido         | Lynsey de Paul & Mike Moran        | «Rock bottom»                   | 2        | 121      |
| 10  | Grecia              | Pascalis, Marianna, Robert & Bessy | «Mathima solfege»               | 5        | 92       |
| 11  | Israel              | Ilanit                             | «Ahava hi shir lishanaim»       | 11       | 49       |
| 12  | Suiza               | Pepe Lienhard Band                 | «Swiss lady»                    | 6        | 71       |
| 13  | Suecia              | Forbes                             | «Beatles»                       | 18       | 2        |
| 14  | España              | Micky                              | «Enséñame a cantar»             | 9        | 52       |
| 15  | Italia              | Mia Martini                        | «Libera»                        | 13       | 33       |
| 16  | Finlandia           | Monica Aspelund                    | «Lapponia»                      | 10       | 50       |
| 17  | Bélgica             | Dream Express                      | «A million in one, two, three»  | 7        | 69       |
| 18  | Francia             | Marie Myriam                       | «L'oiseau et l'enfant»          | 1        | 136      |

## Votaciones

### Tabla de votos
|                                      |                     | Resultados                  |                    |                    |                                |                       |                     |                         |    |                   |                  |                   |                   |                   |                      |                    |                    |    |    |
| Bandera de Irlanda                   | Bandera de Mónaco   | Bandera de los Países Bajos | Bandera de Austria | Bandera de Noruega | Bandera de Alemania Occidental | Bandera de Luxemburgo | Bandera de Portugal | Bandera del Reino Unido |    | Bandera de Israel | Bandera de Suiza | Bandera de Suecia | Bandera de España | Bandera de Italia | Bandera de Finlandia | Bandera de Bélgica | Bandera de Francia |    |    |
| Participantes                        | Irlanda             |                             | 8                  | 1                  | 5                              | 12                    | 5                   | 8                       | 1  | 12                | 10               | 12                | 8                 | 12                | 4                    | 8                  | 0                  | 3  | 10 |
| Participantes                        | Mónaco              | 5                           |                    | 0                  | 8                              | 1                     | 6                   | 1                       | 6  | 7                 | 12               | 2                 | 6                 | 10                | 8                    | 12                 | 5                  | 2  | 5  |
| Participantes                        | Países Bajos        | 3                           | 3                  |                    | 0                              | 0                     | 0                   | 0                       | 0  | 1                 | 1                | 1                 | 7                 | 0                 | 1                    | 0                  | 0                  | 10 | 8  |
| Participantes                        | Austria             | 0                           | 5                  | 0                  |                                | 2                     | 0                   | 0                       | 0  | 0                 | 3                | 0                 | 0                 | 0                 | 0                    | 0                  | 1                  | 0  | 0  |
| Participantes                        | Noruega             | 0                           | 0                  | 0                  | 0                              |                       | 0                   | 3                       | 2  | 2                 | 0                | 0                 | 0                 | 1                 | 0                    | 5                  | 0                  | 5  | 0  |
| Participantes                        | Alemania occidental | 1                           | 1                  | 3                  | 2                              | 0                     |                     | 2                       | 8  | 8                 | 8                | 5                 | 0                 | 5                 | 5                    | 6                  | 0                  | 0  | 1  |
| Participantes                        | Luxemburgo          | 2                           | 0                  | 0                  | 0                              | 0                     | 0                   |                         | 0  | 0                 | 0                | 0                 | 0                 | 0                 | 7                    | 0                  | 8                  | 0  | 0  |
| Participantes                        | Portugal            | 0                           | 2                  | 2                  | 0                              | 0                     | 1                   | 0                       |    | 0                 | 0                | 0                 | 4                 | 0                 | 0                    | 3                  | 0                  | 0  | 6  |
| Participantes                        | Reino Unido         | 0                           | 12                 | 7                  | 12                             | 7                     | 10                  | 12                      | 12 |                   | 0                | 8                 | 0                 | 8                 | 3                    | 2                  | 4                  | 12 | 12 |
| Participantes                        | Grecia              | 0                           | 10                 | 10                 | 4                              | 4                     | 4                   | 6                       | 10 | 5                 |                  | 3                 | 1                 | 7                 | 12                   | 1                  | 6                  | 6  | 3  |
| Participantes                        | Israel              | 7                           | 7                  | 5                  | 3                              | 5                     | 0                   | 0                       | 0  | 0                 | 0                |                   | 10                | 3                 | 6                    | 0                  | 0                  | 1  | 2  |
| Participantes                        | Suiza               | 6                           | 0                  | 0                  | 10                             | 10                    | 0                   | 5                       | 4  | 4                 | 6                | 4                 |                   | 0                 | 0                    | 4                  | 10                 | 8  | 0  |
| Participantes                        | Suecia              | 0                           | 0                  | 0                  | 0                              | 0                     | 2                   | 0                       | 0  | 0                 | 0                | 0                 | 0                 |                   | 0                    | 0                  | 0                  | 0  | 0  |
| Participantes                        | España              | 0                           | 0                  | 6                  | 1                              | 0                     | 7                   | 7                       | 0  | 3                 | 4                | 0                 | 3                 | 0                 |                      | 7                  | 7                  | 7  | 0  |
| Participantes                        | Italia              | 8                           | 6                  | 0                  | 0                              | 0                     | 3                   | 0                       | 3  | 0                 | 0                | 0                 | 2                 | 0                 | 2                    |                    | 2                  | 0  | 7  |
| Participantes                        | Finlandia           | 12                          | 0                  | 4                  | 6                              | 8                     | 0                   | 0                       | 0  | 0                 | 2                | 7                 | 5                 | 2                 | 0                    | 0                  |                    | 0  | 4  |
| Participantes                        | Bélgica             | 4                           | 0                  | 12                 | 0                              | 6                     | 8                   | 4                       | 7  | 10                | 5                | 6                 | 0                 | 4                 | 0                    | 0                  | 3                  |    | 0  |
| Participantes                        | Francia             | 10                          | 4                  | 8                  | 7                              | 3                     | 12                  | 10                      | 5  | 6                 | 7                | 10                | 12                | 6                 | 10                   | 10                 | 12                 | 4  |    |
| LA TABLA ESTÁ ORDENADA POR APARICIÓN |                     |                             |                    |                    |                                |                       |                     |                         |    |                   |                  |                   |                   |                   |                      |                    |                    |    |    |

### Máximas puntuaciones
Tras la votación los países que recibieron 12 puntos (máxima puntuación que podía otorgar el jurado) fueron:
| N.º | A           | De                                                      |
| --- | ----------- | ------------------------------------------------------- |
| 6   | Reino Unido | Mónaco, Austria, Luxemburgo, Portugal, Bélgica, Francia |
| 4   | Irlanda     | Noruega, Reino Unido, Israel, Suecia                    |
| 3   | Francia     | Alemania Occidental, Suiza, Finlandia                   |
| 2   | Mónaco      | Grecia, Italia                                          |
| 1   | Bélgica     | Países Bajos                                            |
| 1   | Finlandia   | Irlanda                                                 |
| 1   | Grecia      | España                                                  |

### Jurado español
El jurado español estaba presentado por Isabel Tenaille y compuesto por el artista fallero José Martínez, la secretaría María Antonia Martínez, el médico Claudio Mariscal, la estudiante Celia García, la actriz María José Cantudo, la azafata Rosa Grajal, el director de cine Ángel del Pozo, la profesora de Ciencias Naturales María Ángeles Morán, el maitre y director de hostelería Adolfo Fernández, la enfermera Esperanza de la Fuente y el dibujante de RTVE y pintor Roberto Fernández "Rofer". Actuó como presidente Javier Caballé.